# Morphologie de l'hébreu
La morphologie de l'hébreu (צוּרָנוּת הַעִבְרִית) occupe une place importante dans la grammaire hébraïque : l'analyse d'un énoncé en phrases (משפטים), et de ces phrases en propositions, est l'objet qu'étudiera la syntaxe. L'analyse des propositions présente des mots reliés entre eux. Et l'étude de la forme de ces mots élémentaires (מלוֹת), abstraits de leurs relations réciproques et considérés dans leur structure formelle, est précisément l'objet qu'étudie la morphologie de la langue hébraïque.
| morphologie de l'hébreu : | צוּרָנוּת הַעִבְרִית |

## Morphèmes
La linguistique nomme morphème l'unité élémentaire qu'étudie la morphologie. Le morphème partage avec le phonème le fait d'être un élément sonore, et se distingue de lui par le fait d'être signifiant. 
Le morphème signale un caractère spécifique du mot qu'il intègre (מלה), relativement à un trait grammatical.
- Exemple : Le morphème -ā' (הָ-) qui termine un mot hébreu peut signaler que ce mot est du genre féminin, le trait grammatical est alors celui de genre[5] (מין), et le caractère spécifique de ce trait grammatical est le féminin[6] (נקבה).

La morphologie nomme morphème lexical un morphème qui porte une valeur lexicale (le lexème de la lexicologie), elle nomme morphème grammatical tout morphème privé de valeur lexicale.
- Exemple : l'analyse morphologique du mot səp̄ārīm סְפָרִים (des livres) considère le lexème sép̄er סֵפֶר comme un morphème lexical et la terminaison -īm יִם- comme un morphème purement grammatical.

Un morphème libre peut constituer à lui seul un mot. Un morphème lié se rattache toujours à une base. 
- Exemple : sép̄er סֵפֶר est un mot qui se traduit par livre, c'est aussi un morphème libre. Dans səp̄ārīm סְפָרִים, -īm יִם- est un morphème lié à la base sép̄er סֵפֶר pour signaler le genre et le nombre du mot səp̄ārīm סְפָרִים.

Un morphème consonantique est constitué uniquement de consonnes (ʿiṣṣūrīm עִצּוּרִים), un morphème vocalique uniquement de voyelles (tənūʿōṯ תְּנוּעוֹת).

Un morphème radical se construit soit directement sur une racine (šoreš שֹׁרֶשׁ), soit sur une forme (gizərā גִּזְרָה) dérivée de cette racine. Un morphème thématique permet de compléter le morphème radical pour constituer avec lui un thème. 
- Exemple : ṣ.p.r (ספר) est un morphème consonantique discontinu radical, .ē.e. (ֶ ֵ) est un morphème vocalique discontinu thématique, et sēp̄er סֵפֶר est un morphème lexical libre constitué par la combinaison des morphèmes radical et thématique.

Les morphèmes préfixés et les morphèmes suffixés, nommés parfois plus simplement préfixes et suffixes, forment l'ensemble des morphèmes affixés ou affixes.
- Exemples : préfixes mé- -מֵ et ha- -הַ dans méhasép̄er מֵהַסֵפֶר dans le livre, suffixe -îm יִם- dans səp̄ārīm סְפָרִים les livres.

## Traits grammaticaux
L'analyse de la langue hébraïque en différents domaines (phonétique, grammatical, sémantique) aboutit à des traits linguistiques qui regroupent les caractères distinctifs des éléments de cette langue (phonèmes, morphèmes et sémantèmes). Ainsi, le degré d'aperture d'une voyelle est un trait phonétique, le genre et le nombre sont des traits grammaticaux. 
La décomposition morphologique d'un mot (millāh מִלָּה) en ses morphèmes élémentaires, suivie d'un regroupement en traits grammaticaux des caractères distinctifs indiqués par ces morphèmes, permet d'analyser les mots selon leur nature, leurs caractères intrinsèques, ou leur fonction dans une phrase.
- Exemple : Le féminin et le masculin sont deux caractères distinctifs regroupés dans le trait grammatical de genre, et signalés par la morphologie à l'aide de morphèmes différenciés.

En hébreu, un premier trait grammatical important est la nature des mots, lexicale ou purement grammaticale (non-lexicale). Cette nature permet de classer les mots de la langue en catégories grammaticales: prépositions et pronoms sont, dans la langue hébraïque, des catégories grammaticales de nature non-lexicale; noms et verbes sont des catégories grammaticales de nature lexicale. 

D'autres traits grammaticaux sont 
- le genre, la personne et le nombre, qui concernent tant les noms que les verbes,
- le mode, la voix, l'aspect et le temps, qui concernent les verbes seuls mais pas les noms.

Enfin le trait grammatical de fonction syntaxique d'un mot en contexte, qui montre le rôle exercé par ce mot dans une phrase (sujet, complément), sera aussi étudié dans la section syntaxe de la grammaire.

### Nature et catégorie
L'hébreu utilise deux sortes de mots (millōṯ מִלּוֹת) : 
- des termes purement grammaticaux de nature non-lexicale (regroupés dans la catégorie des prépositions (millōṯ-hayyaḥaṣ מִלּוֹת-הַיַּחַס), et dans celle des pronoms (kinnūyyîm ʾîšiyyîm אִישִׁיִּים כִּנּוּיִּים),
- des expressions de nature lexicale, à plus forte valeur sémantique (et regroupés dans les catégories de verbes, adverbes, noms et adjectifs), formées d'un thème qui exprime une idée générale augmenté d'affixes (préfixes et suffixes) qui spécifient différents traits grammaticaux.

L'analyse des thèmes (verbaux et nominaux) nous fournissant une racine consonantique (typique des langues sémitiques) que complète une structure vocalique dont le type oriente le mot vers un usage soit verbal, soit nominal, la notion de catégorie en hébreu est dynamique et permet de classer des fonctions linguistiques (verbale ou nominale) plutôt que des mots-objets conçus comme des entités statiques (étiquetées  verbes, ou noms).
- Exemple : Dāvid lōméd דָּוִד לוֹמֵד se traduit aussi bien : David est étudiant, David étudie, David est un étudiant. Le même participe présent lōméd לוֹמֵד peut servir de nom ou d'adjectif, ou suppléer une conjugaison verbale défective au présent.

### Genre

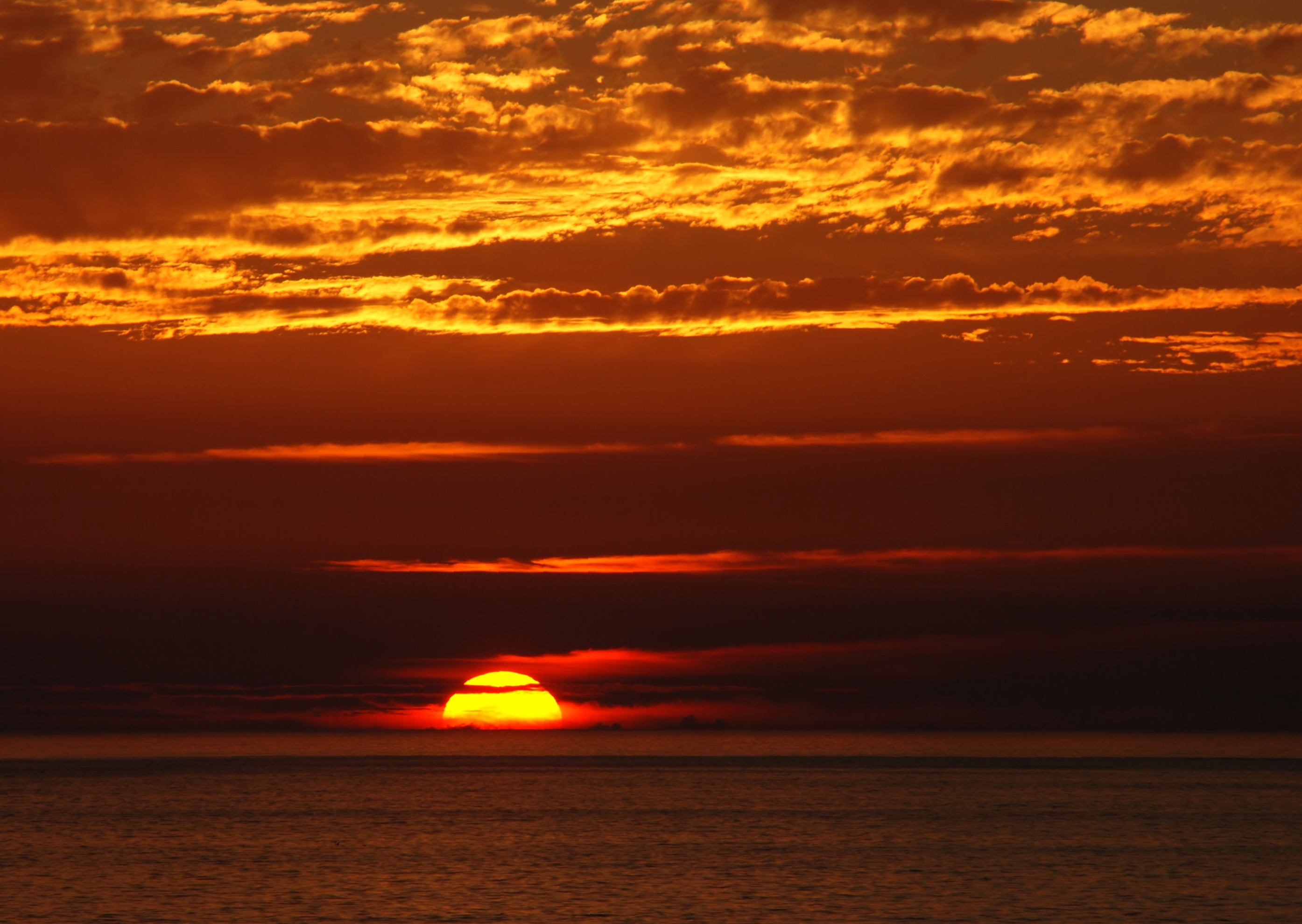
שֶׁמֶשׁ est du genre féminin

Le trait grammatical de genre (mîn מִין) comprend, en hébreu, le masculin (zāḵār זָכָר) et le féminin (nəqēḇāh נְקֵבָה). Le genre d'un nom hébreu peut différer de celui de sa traduction en français (ainsi, depuis l'antiquité sumérienne, le soleil se traduit par la šemeš שֶׁמֶשׁ, tandis que la lune est le yāréaḥ יָרֵחַ). 
Il convient de ne pas confondre le genre naturel et le genre formel, purement grammatical. Bien que dénuée de sexe une ville,ʿîr עִיר, est grammaticalement du genre féminin.
Par ailleurs le genre neutre, commun dans les langues indo-européennes, n'existe pas en hébreu.

### Nombre
Autre trait grammatical : le miṣəppār מִסְפָּר ou nombre grammatical. L'hébreu marque grammaticalement trois nombres, le yāḥîd יָחִיד singulier, le zūgî זוּגִי duel et le rabbîm רַבִּים pluriel. Le zūgî זוּגִי s'utilisait à l'origine pour signaler les paires d'organes présentées par les êtres vivants (on ne dit pas « des jambes », mais « une paire de jambes »). Comme les noms de ces organes ne présentent jamais de pluriel régulier, l'usage du zūgî זוּגִי s'étend pour noter une multiplicité supérieure à deux (dans « trois amis ont six jambes », le pluriel de jambes se formera à l'aide du zūgî זוּגִי). Au lieu de traduire zūgî זוּגִי par « duel », il serait donc préférable de parler de pluriel irrégulier servant à signaler des objets appariés.

### Personne
Pour l'hébreu, un homme (ʾîš  אִישִׁ) peut participer à une conversation en tant que « parlant humain » (mədabbēr ʾîšî  מְדַבֵּר אִישִׁי) , ou comme « assistant humain » (nōḵēaḥ ʾîšî  נוֹכֵחַ  אִישִׁי) faisant littéralement face à celui qui parle, ou encore comme un « caché humain » (niṣəttār ʾîšî  נִסְתָּר אִישׁי) un tiers absent de qui le premier parle en secret au second, son auditeur.
Ces trois personnages bien typés correspondent approximativement aux personnes grammaticales que le français se contente de numéroter. Le trait grammatical de personne comprend donc en hébreu une première personne mədabbēr   מְדַבֵּר , une seconde personne nōḵēaḥ   נוֹכֵחַ  , et une troisième personne niṣəttār   נִסְתָּר , différenciées chacune en genre et en nombre.
| singulier                    | nom hébreu de la personne |
| ---------------------------- | ------------------------- |
| première personne, masculin  | mədabbēr מְדַבֵּר             |
| première personne, féminin   | mədabbereṯ מְדַבֶּרֶת          |
| deuxième personne, masculin  | nōḵēaḥ נוֹכֵחַ               |
| deuxième personne, féminin   | nōḵaḥaṯ נוֹכַחַת             |
| troisième personne, masculin | niṣəttār נִסְתָּר             |
| troisième personne, féminin  | niṣəttereṯ נִסְהֶּרֶת          |

| pluriel                      | nom hébreu de la personne |
| ---------------------------- | ------------------------- |
| première personne, masculin  | mədabbərîm מְדַבְּרִים         |
| première personne, féminin   | mədabbərōṯ מְדַבְּרוֹת         |
| deuxième personne, masculin  | nōḵəḥîm נוֹכְחִים            |
| deuxième personne, féminin   | nōḵəḥōṯ נוֹכְחוֹת            |
| troisième personne, masculin | niṣəttārîm נִסְתָּרִים         |
| troisième personne, féminin  | niṣəttārōṯ נִסְתָּרוֹת         |

En hébreu, le morphème signalant la personne est souvent suffixé au thème, tant verbal que nominal. Ce morphème suffixé  signale aussi le trait de nombre à toutes les personnes, le trait de genre aux seconde et troisième personne (la première personne reste donc ambivalente quant au genre).
La mention du trait de personne dans les verbes conjugués rend souvent inutile l'emploi du pronom qui, en français, précède la forme verbale conjuguée.
- Exemple : j'ai mangé se traduit אָכַלְתִּי  ʾāḵaləttî, et non אֲנִי אָכַלְתִּי ʾanî ʾāḵaləttî (qui marque une insistance et se traduirait plutôt par : moi j'ai mangé).

L'ajout au nom d'un morphème suffixé signalant la personne permet d'indiquer le possesseur de l'objet signifié par ce nom.
- Exemple : daʿaṯ דַעַת une connaissance, daʿaṯî דַעַתִי ma connaissance.

Le pronom personnel prend souvent la forme d'un morphème préfixé prépositionnel suivi d'un morphème suffixé marquant la personne, considéré comme une désinence, c'est pourquoi la grammaire hébraïque parle d'une préposition déclinée.
- Exemple : lî לִי pour moi (préfixe prépositionel l- -ל désinence personnelle -î יִ-).

### Fonction
Le trait grammatical de fonction syntaxique est noté dans les langues indo-européennes par des morphèmes suffixés, des désinences qui varient selon le cas, dont l'ensemble forme une déclinaison. Les cas du latin par exemple sont nommés selon leur fonction : nominatif pour le cas signalant la fonction de sujet, génitif pour la fonction de complément du nom, et ainsi de suite.
L'hébreu signale la fonction syntaxique par un morphème préfixé prépositionnel, ou par une préposition millāh-hayyaḥaṣ מִלָּה-הַיַּחַס qui précède le mot dont il signale la fonction. Les mots hébreux ne se déclinent donc pas selon la fonction (la section précédente présente une flexion hébraïque, mais elle est personnelle, pas fonctionnelle).
Les termes nominatif, accusatif, génitif, datif, ablatif, locatif, et autres semblables se rapportent en hébreu aux fonctions syntaxiques exercées par les mots, et non aux cas d'une déclinaison, notion inexistante en grammaire hébraïque.

### Modes ou modalités
Le trait grammatical de mode renvoie, en français, aux notions d'indicatif, de subjonctif, d'impératif et autres modes classiques hérités de la culture gréco-latine.
La grammaire de l'hébreu conçoit la conjugaison du verbe selon diverses modalités telles l'indicatif, l'intensif, le causatif, le réflexif, exprimées par la forme du thème. Elle classe les thèmes en cinq catégories verbales caractérisées par la présence ou l'absence d'un préfixe "modal" mais surtout par la forme de la structure vocalique du thème nommée binəyān בִּנְיָן. Chaque verbe peut théoriquement se conjuguer selon le modèle des cinq binəyānîm בִּנְיָנִים, mais pratiquement les verbes réellement conjugués en utilisant tous les paradigmes théoriques sont rares.
Les catégories "modales" sont en hébreu des catégories morphologiques désignées par les termes pāʿal פָּעַל, piʿēl פִּעֵל, hitpaʿēl הִתְפַּעֵל, hip̄əʿîl הִפְעִיל et nip̄əʿal נִפְעַל.
Comme chaque catégorie peut exprimer plus d'une modalité, la grammaire hébraïque ne s'attache pas à la notion stricte de mode utilisée en français.

### Voix
Le trait grammatical de voix regroupe les notions, connues en français, de voix active, voix passive, et voix moyenne ou réflexive.
Les catégories morphologiques actives sont le pāʿal פָּעַל, le piʿēl פִּעֵל et le hip̄əʿîl הִפְעִיל. Réflexive est la catégorie hitəppaʿēl הִתְפַּעֵל. Le passif du piʿēl פִּעֵל est un paradigme pūʿal פֻעַל, le passif du hip̄əʿîl הִפְעִיל un paradigme hūp̄əʿal הֻפְעַל. Le passif du pāʿal פָּעַל étant défectif cette catégorie active utilise le modèle du nip̄əʿal נִפְעַל en guise de passif.

Certaines grammaires modernes considèrent les binəyānîm בִּנְיָנִים pūʿal פֻעַל et hūp̄əʿal הֻפְעַל comme des catégories morphologiques à part entière, portant ainsi le nombre des catégories de cinq à sept. Elles utilisent alors comme moyen mnémotechnique la figure de la mənōrāh מְנוֹרָה (chandelier à sept branches), portant trois «chandelles» actives à droite, les trois «chandelles» passives correspondantes à gauche, et la «chandelle» réflexive au milieu.
| voix passives          | voix réflexive              | voix actives           |
| ---------------------- | --------------------------- | ---------------------- |
| nip̄əʿal (nif'al) נִפְעַל  |                             | pāʿal (pa'al) פָּעַל      |
| pūʿal (pou'al) פֻעַל     | hitəppaʿēl (hitpa'el) הִתְפַּעֵל | piʿēl (pi'el) פִּעֵל      |
| hūp̄əʿal (houf'al) הֻפְעַל |                             | hip̄əʿîl (hif'il) הִפְעִיל |

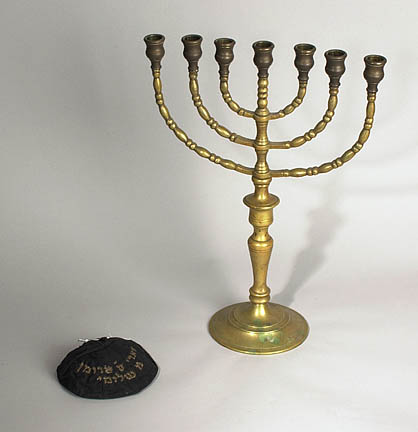
מְנוֹרָה mənōrāh

À côté de la translittération des termes permettant d'apprécier la nature et la longueur des voyelles, se trouve (entre parenthèses) une transcription moins précise, mais commune dans les milieux francophones, du nom de ces catégories modales.

### Aspect
La notion d'aspect s'est atténuée au fil des temps. Elle était  très importante dans l'antiquité, non seulement en hébreu biblique, mais aussi en grec ancien et en latin ou en sanskrit. 
L'aspect est un trait grammatical qui recouvre les notions de perfectif et d'imperfectif appliquées à la conjugaison des verbes. Quelques grammairiens utilisent ici les termes accompli et inaccompli.
Un verbe conjugué au perfectif exprimait une action actuellement terminée. (Une traduction pointue de ʾanî kātaḇəttî אֲנִי כָּתַבְתִּי donnerait : J'ai maintenant fini d'écrire).
Un verbe conjugué à l'imperfectif exprimait une action actuellement en cours d'exécution, en train de se faire en vue d'un accomplissement ultérieur. (La traduction fine de ʾanî  ʾeḵəttōḇ אֲנִי אֶכְתּוֹב serait : "je suis en train d'écrire" au sens de "je m'active pour l'instant à écrire afin que cela soit plus tard enfin écrit").
Le locuteur antique pensait donc toujours au présent à une action, soit actuellement achevée, soit actuellement en cours d'achèvement.
La conjugaison de l'hébreu ancien ne connaissait que deux paradigmes : le perfectif (ou accompli) dont la valeur ancienne d'aspect parfait se transforma en valeur moderne de temps passé, et l' imperfectif (ou inaccompli) dont la valeur antique d'aspect imparfait mua en valeur contemporaine de temps futur !
- Les deux exemples donnés se traduiraient aujourd'hui : ani katavti par un passé, j'ai écrit, et ani ekhtov par un futur, j'écrirai, ou j'ai à écrire (dans le sens : je dois encore écrire, ou je me prépare à avoir écrit).

### Temps

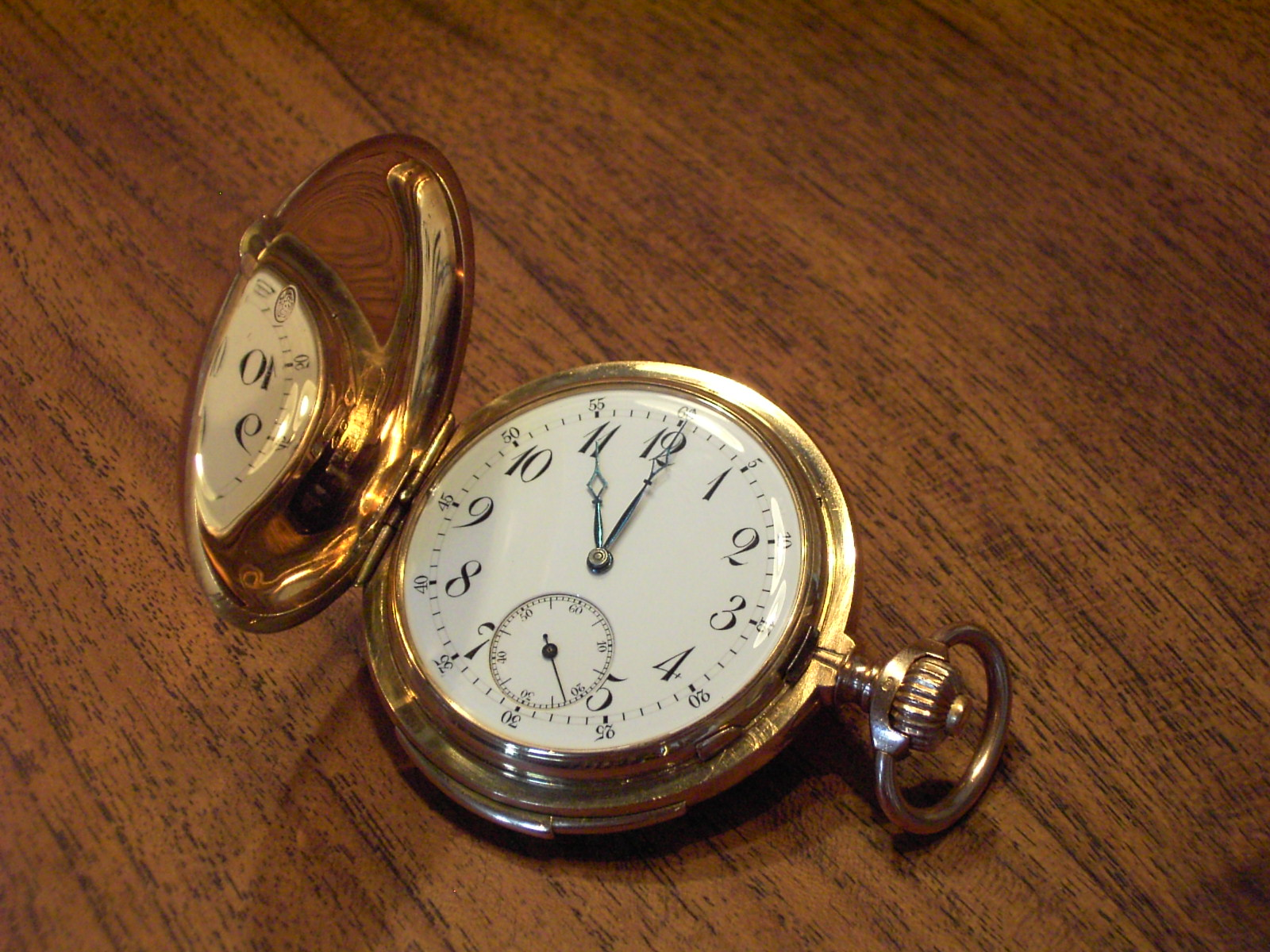

L'hébreu biblique pensait donc toujours au présent à ce qu'il avait fait ou à ce qu'il avait à faire. 
De l'antiquité à nos jours il fréquenta d'autres langues dont les conjugaisons plus nuancées permettaient, entre autres, d'exprimer par un verbe conjugué une action passée, ou présente, ou future. (En français : j'écrivis, j'écris, j'écrirai). Il traduisait alors le passé de la langue étrangère en perfectif hébreu, le futur exotique en imperfectif hébreu, quant au présent...
... conjuguer un verbe au présent est une prérogative divine qu'aucune créature humaine ne saurait exécuter sans blasphémer. La langue de ce peuple très religieux ignore donc une conjugaison du verbe au temps présent, et pour traduire le présent d'une langue étrangère en hébreu, il utilise une phrase nominale et non verbale en disant  ʾani kotev, moi écrivant, qui utilise un participe présent en fonction d'attribut du sujet.

## Utilitaires grammaticaux
Morphologiquement, un mot grammatical se compose seulement de  morphèmes   grammaticaux, à l'exclusion de tout morphème lexical (ou lexème).
(La syntaxe nommera ce terme grammatical mot-outil car il exerce diverses fonctions syntaxiques, puis elle classera ces utilitaires grammaticaux en mots de liaison et en mots déterminatifs.)
- Mots de liaison :

L'hébreu מִלָּה milah se traduit en français par mot. Les mots de liaison sont הַמִּלּוֹת  הַיַּחַס hamiloṯ hayaḥaṣ les mots «de la relation» c'est-à-dire  les prépositions, et le כִּנּוּי  הַזִּקָּה kinouy haziqah pronom relatif.
- Mots déterminatifs :

Les mots qui déterminent un verbe sont  הַכִּנּוּיִּים הָאִישִׁיִּים   hakinouyim haʾishiyim  les pronoms personnels et les adverbes négatifs  לֹא (loʾ )  et  אַל (ʾal). 
Les מִלּוֹת miloṯ  qui déterminent un nom 
sont הַמִּלּוֹת  הָרוֹמְזוֹת  hamiloṯ haromzoṯ  les mots «qui désignent» ou démonstratifs, הַמִּלּוֹת   הַקִּנְיָן hamiloṯ haqinyan les mots «de la possession» ou possessifs, et  הַמִּלּוֹת  הַשְּאֵלָה hamiloṯ hasheʾèlah  les mots  «de la question» ou interrogatifs.

### Prépositions
Les מִלּוֹת-הַיַּחַס miloṯ-hayaḥaṣ sont littéralement des « mots de  la  relation ». La syntaxe considère chacun d'eux comme un  mot-outil dont la fonction est semblable à celle des prépositions en français. Régimes de nombreux verbes, ils précèdent souvent des compléments de verbes ou de noms (ils sont « pré-posés » à ces mots).
- Voir aussi : notion de régime grammatical.

Morphologiquement, ces prépositions peuvent être classées en fonction du nombre de syllabes qu'elles contiennent. Elles sont alors distinguées en monosyllabiques, bisyllabiques, ou polysyllabiques.
| אֵין ʾèyn  | préposition négative             | il n'y a pas                  |
| אֶל ʾèl    | origine du préfixe ל , l-        | à, vers                       |
| אֶת אֵת ʾèṯ | préposition déterminative de COD | avec, près de                 |
| בֵּין bèyn  | origine du préfixe ב , b-        | entre, dans                   |
| יֵשׁ yèsh   | préposition assertive            | il y a                        |
| כָּל כֹּל kol | dénote un ensemble               | tout, chaque, entier          |
| מִן min    | origine du préfixe מ , m-        | de, venant de                 |
| מוּל moul  |                                  | devant, en face de            |
| עַד ʿad    |                                  | durant, jusqu'à               |
| עוֹד ʿod   |                                  | encore                        |
| עִם ʿim    | plus littéraire que אֵת ʾèṯ       | avec                          |
| עַל ʿal    |                                  | sur, au-dessus de, à cause de |
| שֶׁל shèl   | à valeur de génitif              | de                            |

Quelques prépositions, réduites à leur consonne initiale, échangent leur statut de mot indépendant pour celui de particule prépositionnelle. Cette particule devient alors un préfixe qui intègre le mot qu'elle détermine.
| préposition originale | particule prépositionnelle | traduction             |
| --------------------- | -------------------------- | ---------------------- |
| בּתוֹךְ betoḵ            | בּ , b                      | dans, à l'intérieur de |
| אֶל ʾèl                | ל , l                      | à, vers                |
| מִן min                | מְ , m                      | de, à partir de        |
| כְּמוֹת kmoṯ, et כְּמוֹ kmo | כּ , k                      | comme                  |

Une préposition dérivée peut naître de la fusion de chacune de ces particules avec une autre préposition. Voici quelques  prépositions dérivées  :
- Exemples :

(Un autre type de dérivation présente une particule prépositionnelle suivie de terminaisons pronominales. Comme le mot exerce en ce cas une fonction pronominale, il est considéré comme un pronom dérivé à l'aide de cette particule prépositionnelle.)
Une préposition composée se forme par juxtaposition de deux prépositions, unies par un trait orthographique nommé mapiq. Ainsi :
- Exemples :

La préposition déterminative d'un complément d'objet direct défini : le mot-outil  את ʾṯ.
L'usage le plus fréquent du mot-outil  את  ʾṯ est syntaxique, il indique la fonction de complément d'objet direct  du mot défini qui le suit, et se vocalise en ce cas par un tsèyrèh (אֵת ʾèṯ). Sont considérés définis les noms propres et les noms communs préfixés par le הֵא-הַיְדִיעָה haʾ haydi‘ah (préfixe dont la fonction est semblable à celle de l' « article défini » en français).
- Exemples:
- David  ʾohèv  ʾèt  Baṯ-shèba‘   David aime Betsabée
- דָּוִד אָכַל  אֵת  הַתַּפּוּז      David ʾaḵal  ʾèṯ  hatapuz   David a mangé l'orange

Ces exemples montrent que אֵת ʾèṯ  ne se traduit pas en français, et certaines grammaires d'ajouter que cette préposition est intraduisible. Elle n'est pourtant pas privée de valeur sémantique :
Le mot-outil  את ʾṯ  signale que son régime est proche  et pourrait se traduire par la locution prépositionnelle française « près de ». Il indique aussi une grande proximité et se traduit alors par « avec » ou « auprès de ». Il marque la situation précise de son régime, et se rend alors par « ici même », « précisément sur », « précisément dans ». Il dénote une précision très marquée, presque exclusive : « ceci », « ceci même », « ceci et rien d'autre ».
Utilisé comme préposition, il marque  un voisinage étroit avec l'objet qu'il régit.

### Pronoms
Lorsque le sujet d'un verbe est une personne humaine, l'hébreu désigne ce sujet soit par un nom, soit par un terme grammatical, un כִּנּוּי   אִישִׁי  kinouy  ʾishiy, littéralement un mot «nommant humain» ce sujet. Le français traduit cette notion par «pronom personnel».
Chacun de ces הַכִּנּוּיִּים הַאִישִׁיִּים hakinouyim haʾishiyim ou pronoms personnels se présente sous la forme d'un préfixe grammatical indiquant la personne complété par une terminaison signalant les traits grammaticaux de genre et de  nombre. Ce mot-outil sans thème ni racine est donc un utilitaire grammatical  uniquement composé d'affixes.
| au singulier                   | au pluriel                          |
| ------------------------------ | ----------------------------------- |
| אֲנִי ʾani (usage vernaculaire)  | אֲנַחְנוּ ʾanaḥnou (usage vernaculaire) |
| אָנֹכִי ʾanoḵi (usage littéraire) | אָנוּ ʾanou (usage littéraire)        |
| אַתָּה ʾatah                      | אַתֶּם ʾatem                           |
| אַתְּ ʾaṯ                         | אַתֶּן ʾaten                           |
| הוּא hou'                       | הֵם hèm (usage vernaculaire)         |
|                                | הֵמָּה hèmah (usage littéraire)        |
| הִיא hi'                        | הֵן hèn (usage vernaculaire)         |
|                                | הֵנָּה hènah (usage littéraire)        |

La flexion du pronom personnel présente les trois traits grammaticaux de personne, de genre, et de nombre.
- La personne : le préfixe indique sans équivoque la personne.
  - En première analyse l'hébreu distingue la troisième personne, qu'il caractérise par le préfixe h-, des deux autres dont le préfixe commence par ʾa-.
  - En seconde analyse l'hébreu distingue les deux premières personnes en terminant la syllabe préfixale par -n pour la première personne, et par -ṯ  pour la seconde.

| préfixe  | personne                   |
| -------- | -------------------------- |
| אנ ʾan - | pour la première personne  |
| את ʾaṭ - | pour la seconde personne   |
| ה h -    | pour la troisième personne |

- Le nombre : Le suffixe indique sans équivoque le nombre, par inclusion d'une nasale (ם m ou ן n) pour signaler le pluriel, et par absence d'une telle nasale au singulier. Lorsque le pronom se réfère à un ensemble mixte d'individus, comme en français (n'en déplaise aux dames) la forme masculine est utilisée.

| suffixe                | nombre    |
| ---------------------- | --------- |
| י ou כִי , -oḵi ou -i   | singulier |
| ה -ah                  | singulier |
| וּא -ou'                | singulier |
| יא -i'                 | singulier |
| נוּ ou חְנוּ , -aḥnou -ou | pluriel   |
| ם -èm                  | pluriel   |
| ן -èn                  | pluriel   |

- Le genre : 
  - au pluriel la nasale n signale un féminin, la nasale m un masculin (la première personne du pluriel présente donc une forme féminine mais qui, de fait, convient aux deux genres).
  - au singulier la forme de la première personne convient aux deux genres, le féminin de la seconde personne se caractérise par l'absence de suffixe, et la troisième personne différencie les genres par alternance de deux suffixes :  -i'  au féminin, -ou'  au masculin.

### Démonstratifs
Les pronoms démonstratifs :
הַמִּלּוֹת הָרוֹמְזוֹת hamiloṯ haromzoṯ sont littéralement les mots «qui désignent». Un pronom démonstratif permet de signaler la présence proche ou lointaine de la personne ou de l'objet auquel il se réfère. 
Le pronom démonstratif proche  discrimine le genre au singulier, mais pas au pluriel :
|          | singulier | pluriel |
| -------- | --------- | ------- |
| féminin  | zoṯ       | ʾeleh   |
| masculin | zeh       | ʾeleh   |

Le pronom démonstratif lointain distingue le genre tant au singulier qu'au pluriel :
|          | singulier | pluriel |
| -------- | --------- | ------- |
| féminin  | hahiʾ     | hahen   |
| masculin | hahuʾ     | hahem   |

Morphologiquement les pronoms démonstratifs lointains sont formés sur la base des pronoms personnels de la troisième personne, préfixés par le ha- qui a même valeur grammaticale que l'article défini en français.

Les adjectifs démonstratifs :
Utilisés comme adjectifs, les démonstratifs tant proches que lointains sont préfixés par le ha- correspondant à l'article défini français.
- Exemples : hazoṯ, hazeh, haʾeleh.

L'emploi de haʾelou au masculin pluriel est moins vernaculaire et plus formel.

### Possessifs
Les adjectifs et pronoms possessifs (hébreu: הַמִּלּוֹת הַקִּנְיָן hamiloṯ haqinyan, les « mots de l'acquisition ») utilisent la préposition lè (« à ») et shel (« de, » littéralement « qui est à ») devant le nom du possesseur pour en indiquer l'appartenance.
- Exemple : hatzav shel Orèn (la tortue d'Orèn)

Ses mots se déclinent en suivant la flexion des pronoms personnels préfixée par shel, créant ainsi un pronom possessif fléchi comme suit : 
|      | singulier  |                     |                  | pluriel      |                       |
| ---- | ---------- | ------------------- | ---------------- | ------------ | --------------------- |
| ʾani | sheli      | qui est à moi, mien | ʾana'hnou, ʾanou | shelanou     | qui est à nous, notre |
| ʾata | shelḵa (m) | qui est à toi       | ʾatem            | shelaḵem (m) | qui est à vous, vôtre |
| ʾat  | shelaḵ (f) | qui est à toi       | ʾaten            | shelaḵen (f) | qui est à vous, vôtre |
| houʾ | shelo (m)  | qui est à lui       | hem              | shelahem (m) | qui est à eux, leur   |
| hiʾ  | shela (f)  | qui est à elle      | hen              | shelahen (f) | qui est à elles, leur |

La possession peut aussi se noter en suffixant au nom de ce qui est possédé une variante du pronom personnel. Les noms ainsi fléchis utilisent un suffixe possessif différent selon que la chose possédée est au singulier ou au pluriel.
| masculin singulier d'un singulier |           | masculin singulier d'un pluriel |             | masculin pluriel d'un singulier |            | masculin pluriel d'un pluriel |            |
| --------------------------------- | --------- | ------------------------------- | ----------- | ------------------------------- | ---------- | ----------------------------- | ---------- |
| dodi                              | mon oncle | dodènou                         | notre oncle | 'dodaï                          | mes oncles | 'dodeinou                     | nos oncles |

| féminin singulier d'un singulier |          | féminin singulier d'un pluriel |             | féminin pluriel d'un singulier |            | féminin pluriel d'un pluriel |            |
| -------------------------------- | -------- | ------------------------------ | ----------- | ------------------------------ | ---------- | ---------------------------- | ---------- |
| dodati                           | ma tante | dodatènou                      | notre tante | 'dodotaï                       | mes tantes | 'dodotènou                   | nos tantes |

## Mots lexicaux

### Lexème, racine, radical
Un morphème consonantique lexical, formé par une séquence discontinue de consonnes, est conçu comme le  שֹׁרֶשׁ shorèsh (la racine) de chacun des mots du lexique hébreu. Cette séquence, qui compte souvent trois  phonèmes consonantiques, est en ce cas qualifiée de trilitère. Des racines, moins fréquentes, de deux ou de quatre consonnes se rencontrent aussi.
- Exemple : le mot  שָׁלוֹמ shalom (paix) a pour racine trilitère  שׁלמ sh.l.m.

Du point de vue lexical, ce שֹׁרֶשׁ shorèsh est un lexème, élément significatif fondamental au cœur du mot (plus exactement du lemme).
Morphologiquement, à l'état des שָׁרָשִׁים sharashim (racines) que l'hébreu qualifie de שְׁלֵמִים shlèmim (entiers, complets, c'est-à-dire inaltérés) correspond la notion morphologique de racine. Il arrive que, par la présence de consonnes gutturales (et dans quelques autres cas spécifiques que la grammaire de l'hébreu détaille), la racine s'altère et présente une forme dérivée que l'hébreu nomme גִּזְרָה gizra (littéralement forme séparée). À la גִּזְרָה gizra correspond la notion morphologique de radical.

### Paradigmes thématiques verbal et nominal
Un morphème vocalique thématique est une séquence discontinue de voyelles qui, entrelacée au שֹׁרֶשׁ shorèsh (racine ou radical) forme avec lui un thème. Former ainsi un thème peut suffire à générer un mot (lemme). L'hébreu présente différents morphèmes vocaliques thématiques.
- Exemples : le mot דִּיבֵּר dibèr (il parla) utilise le morphème vocalique thématique אִאֵ XiXèX. Le mot dobèr (un porte-parole) utilise le morphème vocalique thématique XoXèX. Le mot doubar (il fut dit) utilise le morphème vocalique thématique XouXaX.  De nombreuses variantes existent.

Un paradigme thématique est l'ensemble des formes différentes que peut prendre le morphème vocalique pour constituer des thèmes différents sur une même racine (שֹׁרֶשׁ shorèsh).
- Dans l'exemple évoqué ci-dessus, l'ensemble des morphèmes vocaliques thématiques (XiXèX,   XoXèX,   XouXaX, et autres variantes non présentées ici) appliquées à la racine  D.B.R. constituent un paradigme thématique.

L'hébreu distingue deux ensembles de paradigmes thématiques, les binyanim (constructions, structures) qui permettent de construire des thèmes verbaux, et les mishqalim (poids) utilisés pour donner aux thèmes nominaux leur pesant de voyelles.
Un paradigme thématique verbal (bynian) présente un ensemble structuré de morphèmes vocaliques utilisés pour conjuguer des verbes. Un paradigme thématique nominal (mishqal), par son « pesant » de voyelles, permet de distinguer différentes familles de noms (noms d'actions, noms de métiers, noms d'outils, et bien d'autres encore).
Ce qui précède nous permet de comprendre la morphologie de paradigmes simples. Il existe cependant aussi des paradigmes complexes qui, en plus des morphèmes vocaliques thématiques, utilisent des préfixes consonantiques éventuellement suivis d'une voyelle pour créer des thèmes composés.
- Exemple : à côté du thème simple dibèr montré ci-avant, medabèr (parlant) montre un préfixe thématique m. suivi d'un euphonème -e-, et nidbar (il se mit d'accord)  montre un préfixe thématique n. suivi d'une voyelle -i-.